# Эскадренные миноносцы типа «Сиракумо»
Эскадренные миноносцы типа «Сиракумо» (яп. 白雲型駆逐艦 Сиракумогата кутикукан) — тип японских эскадренных миноносцев.

## Строительство
ВМФ Японии заказал постройку двух кораблей этого типа британской судостроительной компании «Торникрофт» в 1898 бюджетном году. Техническое задание было аналогичным предыдущему проекту, но предусматривало увеличение максимальной скорости до 31 узла, как на типе «Акацуки».
В результате корабли типа «Сиракумо» базировались на предшествующем типе «Муракумо», но обладали более мощной силовой установкой (7000 л. с. против 5800) и значительно отличались по внешнему виду: протяженным полубаком, обратным срезом кормовой оконечности, отсутствием котельного кожуха, более высокими дымовыми трубами и большим их количеством (четыре против двух).
«Сиракумо» на испытаниях в январе 1902 года развил 31,82 узла, «Асасио» показал 31,06 узла при мощности силовой установки 7224 л. с.

## История службы
К началу Русско-японской войны «Сиракумо» и «Асасио» состояли в 1-м отряде истребителей. К тому моменту на них была проведена модернизация по доведению до уровня более современных эсминцев типа «Харусамэ» (замена носового 57-мм орудия на 76-мм, установка радиостанции).
9 февраля 1904 года в ходе ночной атаки на русский флот торпедировали броненосец «Ретвизан» и в дальнейшем активно действовали под Порт-Артуром. В ночном бою 10 марта русский эсминец «Властный» выпустил по «Асасио» две торпеды, одна из которых прошла буквально в метре от борта, и повредил его артиллерийским огнём, что дало основания для русских моряков ошибочно заявить о потоплении японского корабля.
Зимой 1904—1905 годов переведены в 4-й отряд истребителей 2-го боевого отряда вице-адмирала X. Камимуры, в составе которого участвовали в Цусимском сражении.
В начале Первой Мировой войны в составе 13-го дивизиона 2-й эскадры эсминцев действовали под Циндао.
В 1922 году исключены из состава флота, использовались как минные тральщики и в 1925—1926 годах сданы на слом.

## Представители серии
| Название                          | Место постройки                                      | Заложен             | Спущен на воду      | Вступил в строй      | Судьба |
| --------------------------------- | ---------------------------------------------------- | ------------------- | ------------------- | -------------------- | --- |
| Сиракумо (яп. 白雲 белые облака)  | John I. Thornycroft & Company, Чизик, Великобритания | 1 февраля 1901 года | 1 октября 1901 года | 13 февраля 1902 года | Выведен из состава флота в апреле 1922 года, использовался как минный тральщик; сдан на слом 21 июля 1925 года  |
| Асасио (яп. 朝潮 утренний прилив) | John I. Thornycroft & Company, Чизик, Великобритания | 3 апреля 1901 года  | 10 января 1902 года | 4 мая 1902 года      | Выведен из состава флота в апреле 1922 года, использовался как минный тральщик; сдан на слом 5 апреля 1926 года |